# إدوارد لي كروفت
إدوارد لي كروفت (بالإنجليزية: Edward Lee Croft)‏ مواليد 24 يوليو 1969 في سان ماتيو، هو ملاكم محترف أمريكي يصنف ضمن فئة الوزن الخفيف.

## إحصائيات
خاض خلال مسيرته 31 نزالا، فاز في 23 وتعادل في 1 وخسر في 7. فاز بالضربة القاضية في 10 نزالات.